# Eduardo Bajo Ulloa
Eduardo Bajo Ulloa (Vitòria, 1969) és un guionista i productor de cinema basc, germà de Juanma Bajo Ulloa.
És titulat en tècnica d'imatge i so i va començar en el cinema en la dècada del 1980 rodant curtmetratges com Me gusta comer con música, La semana de San Horacio i Como yo la veo. Després es va associar amb el seu germà a la productora Gasteiko Zinema el 1983; el 1989 participà en el muntatge del curt Akixo i el 1991 va escriure amb ell el guió d'Alas de mariposa, amb la qual ambdós van guanyar el Goya al millor guió original. Novament amb el seu germà, el 1993 va escriure el guió de La madre muerta. Després deixà de col·laborar amb el seu germà, tot i que va participar com a assistent de càmera a Airbag (1997). Va treballar en la elaboració de videoclips per a grups musicals com Barricada (Problemas), Los Enemigos (¿Por qué yo?) o Joaquín Sabina (El bulevar de los sueños rotos) el 1994. El 2001 va rodar el curtmetratge El hombre ubicuo amb Leo Bassi, i ha estat el darrer treball cinematogràfic que se'l coneix.
Posteriorment ha passat dificultats econòmiques i va treballar de cambrer. El 2016 va ser objecte d'una polèmica quan es va fer públic que havia posat a la venda per 4.999 euros en un Cash Converters l'estatueta dels Premis Goya que li van atorgar el 1991.